# التجمع الوطني الديمقراطي (سوريا)
التجمع الوطني الديمقراطي هو إطار سياسي مفتوح لأحزاب ومنظمات سياسية، وشخصيات عامة، ومواطنين مستقلين عن الأحزاب. تأسس عام 1979 ويتألف من أحزاب سورية معارضة ومحظورة، تلاوين أيديولوجية مختلفة منها العلماني، والوحدوي، والقومي والاشتراكي. من أهم المبادئ التي قام عليها هي: الاعتراف بالتنوع والاختلاف، واعتماد الحوارالديمقراطي، والانطلاق من الوحدة الوطنية والمصلحة العامة والاحتكام إليهما، والثقة بقدرات الشعب، والاعتراف بحقه في اختيار النظام السياسي ـ الاجتماعي ـ الاقتصادي الذي يحقق مصالحه، ونظام الحكم الذي يحمي هذه المصالح ويصونها، ويعبر عن هويته القومية.

## الأعضاء المؤسسون
الأطراف الخمسة المؤسسين للتجمع:
- الاتحاد الاشتراكي العربي الديمقراطي - منشق عن حزب الاتحاد الاشتراكي العربي في سورية والذي كان الحزب الناصري الرئيسي في سوريا.
- حزب الشعب الديمقراطي السوري - مجموعة رياض الترك، والذي كان يسمى سابقا الحزب الشيوعي السوري - المكتب السياسي، وهو فرع من للحزب الشيوعي السوري.
- حزب العمال الثوري العربي - وهو فرع يساري ماركسي انبثق عن لحزب البعث في الستينات. وكان له فروع نشطة في لبنان والعراق أيضا.
- حركة الاشتراكيين العرب - ذات توجهات اشتراكية عربية لها جذور في حركة أكرم الحوراني في مرحلة ما قبل البعث.
- حزب البعث الديمقراطي العربي الاشتراكي - من بقايا فصائل يسارية لحزب البعث التابعين لصلاح جديد وبقيادة إبراهيم ماخوس وزير خارجيته.

في عام 2006، انضم للتحالف حزب سادس هو حزب العمل الشيوعي - وهو ولادة جديدة لجماعة شيوعية متشددة قمعت في الثمانينيات والتي جذورها في الحركات الطلابية الراديكالية المتأثرة بالساندينية، والغيفارية، والتروتسكية والماوية.